# ديزج تلخاج (بزكش)
ديزج تلخاج (بالفارسية: دیزج تلخاج) هي منطقة سكنية تقع في إيران في قسم بزكش الریفي. يقدر عدد سكانها بـ 36 نسمة .